# Заграђе (Горњи Милановац)
Заграђе је насеље у Србији у општини Горњи Милановац у Моравичком округу. Према попису из 2022. било је 263 становника. Удаљено је 15 км од Горњег Милановца – Ибарском магистралом у правцу Београда. Налази се на северним падинама планине Рудник, на надморској висини од 330 до 550 м и на површини од 1.761 ха.
Овде се налазе Стари надгробни споменици у Заграђу (општина Горњи Милановац), Крајпуташ Милутину Виторовићу у Заграђу и црква посвећена светом архангелу Гаврилу.

## Историја
Заграђе је заједно са средњовековним градом Островицом чинило једну целину, па се у то време о њему говорило „за градом”. Сматра се да је од тога „за градом” настало Заграђе. Град и утврђење Островицу обновио је 1430. године деспот Ђурађ Бранковић – Смедеревац. У Островици било је и седиште локалне власти. Из времена када је до овог села допирало Панонско море одржало се ретко дрво божиковина, које народ зове зеленика.
Заграђе је још једно село из којег се народ (осим шест фамилија) иселио пред најездом Турака. У 18. веку ту су се настанили досељеници из Старог Влаха, Срема и околине Ужица.
Заграђе се први пут помиње у турском попису 1476. године и тада је имало 12 домова.
Село је имало општину, а основна школа у селу ради од 1873. године. Село је изградило цркву 1870. године, а на њеним темељима је 1966. године изграђена црква Светог архангела Гаврила. Сеоска слава је Бели четвртак.
У ратовима у периоду од 1912. до 1918. године село је дало 183 ратника. Погинуло их је 84 а 99 је преживело.

## Демографија
У пописима село је 1910. године имало 1077 становника, 1921. године 951, а 2002. године тај број је спао на 500.
У насељу Заграђе живи 427 пунолетних становника, а просечна старост становништва износи 47,1 година (45,8 код мушкараца и 48,4 код жена). У насељу има 162 домаћинства, а просечан број чланова по домаћинству је 3,04.
Ово насеље је великим делом насељено Србима (према попису из 2002. године), а у последња три пописа, примећен је пад у броју становника.
|  |

| Демографија | Демографија | Демографија |
| Година      | Становника  | Становника  |
| ----------- | ----------- | ----------- |
| 1948.       | 1.059       |             |
| 1953.       | 1.051       |             |
| 1961.       | 1.029       |             |
| 1971.       | 878         |             |
| 1981.       | 808         |             |
| 1991.       | 616         | 610         |
| 2002.       | 493         | 500         |
| 2011.       | 385         |             |

| Етнички састав према попису из 2002.‍ | Етнички састав према попису из 2002.‍ | Етнички састав према попису из 2002.‍ | Етнички састав према попису из 2002.‍ | Етнички састав према попису из 2002.‍ |
| ------------------------------------ | ------------------------------------ | ------------------------------------ | ------------------------------------ | ------------------------------------ |
|                                      |                                      |                                      |                                      |                                      |
| Срби                                 | Срби                                 |                                      | 488                                  | 98,98%                               |
| Црногорци                            | Црногорци                            |                                      | 4                                    | 0,81%                                |
| непознато                            | непознато                            |                                      | 0                                    | 0,0%                                 |

| Година пописа     | 1948. | 1953. | 1961. | 1971. | 1981. | 1991. | 2002. |
| ----------------- | ----- | ----- | ----- | ----- | ----- | ----- | ----- |
| Број домаћинстава | 185   | 185   | 212   | 202   | 196   | 185   | 162   |

| Број чланова      | 1  | 2  | 3  | 4  | 5  | 6  | 7 | 8 | 9 | 10 и више | Просек |
| ----------------- | -- | -- | -- | -- | -- | -- | - | - | - | --------- | ------ |
| Број домаћинстава | 43 | 44 | 20 | 17 | 14 | 11 | 7 | 5 | 1 | 0         | 3,04   |

| Пол    | Укупно | Неожењен/Неудата | Ожењен/Удата | Удовац/Удовица | Разведен/Разведена | Непознато |
| ------ | ------ | ---------------- | ------------ | -------------- | ------------------ | --------- |
| Мушки  | 224    | 61               | 135          | 22             | 5                  | 1         |
| Женски | 209    | 17               | 129          | 57             | 3                  | 3         |
| УКУПНО | 433    | 78               | 264          | 79             | 8                  | 4         |

| Пол    | Укупно                    | Пољопривреда, лов и шумарство | Рибарство                            | Вађење руде и камена | Прерађивачка индустрија       |
| ------ | ------------------------- | ----------------------------- | ------------------------------------ | -------------------- | ----------------------------- |
| Мушки  | 90                        | 9                             | 0                                    | 24                   | 25                            |
| Женски | 30                        | 4                             | 0                                    | 1                    | 13                            |
| УКУПНО | 120                       | 13                            | 0                                    | 25                   | 38                            |
| Пол    | Производња и снабдевање   | Грађевинарство                | Трговина                             | Хотели и ресторани   | Саобраћај, складиштење и везе |
| Мушки  | 2                         | 12                            | 8                                    | 2                    | 3                             |
| Женски | 0                         | 1                             | 4                                    | 3                    | 0                             |
| УКУПНО | 2                         | 13                            | 12                                   | 5                    | 3                             |
| Пол    | Финансијско посредовање   | Некретнине                    | Државна управа и одбрана             | Образовање           | Здравствени и социјални рад   |
| Мушки  | 0                         | 1                             | 1                                    | 1                    | 1                             |
| Женски | 0                         | 1                             | 1                                    | 0                    | 1                             |
| УКУПНО | 0                         | 2                             | 2                                    | 1                    | 2                             |
| Пол    | Остале услужне активности | Приватна домаћинства          | Екстериторијалне организације и тела | Непознато            | Непознато                     |
| Мушки  | 1                         | 0                             | 0                                    | 0                    | 0                             |
| Женски | 0                         | 0                             | 0                                    | 1                    | 1                             |
| УКУПНО | 1                         | 0                             | 0                                    | 1                    | 1                             |